# Mordaza (mecanismo)

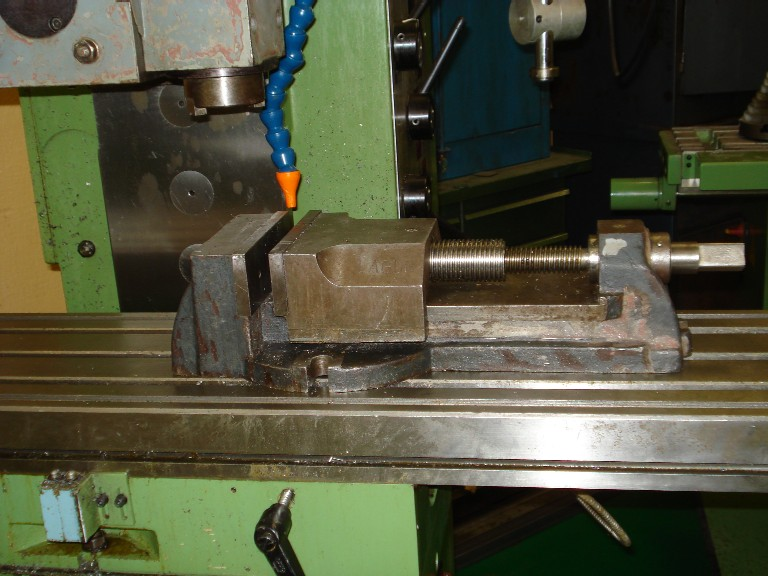
Mordaza para sujetar piezas.

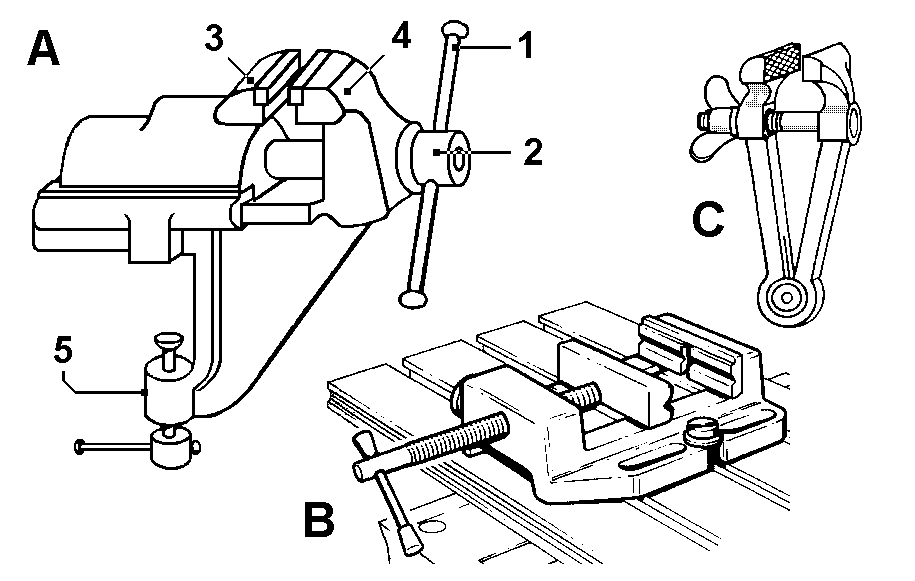
Tres tipos de mordazas

Una mordaza es una herramienta que mediante un mecanismo de husillo o de otro tipo permite sujetar por fricción una pieza presionándola en forma continua. Se utiliza en procesos de fabricación y reparación. En varios tipos de máquinas herramienta de mecanizado, como fresadoras o taladradoras, vienen incorporadas, aunque también pueden ir fijas a un banco de trabajo (en este caso se denominan tornillo de banco). Otro tipo de mordaza son las galteras de apriete. 
Existen mordazas de base fija o de base giratoria. Las mordazas de base giratoria pueden ir montadas sobre un plato circular graduado. Pueden ser de accionamiento manual, neumático o hidráulico. Las mordazas neumáticas e hidráulicas permiten automatizar la apertura y el cierre de las mismas así como la presión que ejercen.